# Acronicta candelisequa
Acronicta candelisequa là một loài bướm đêm trong họ Noctuidae.